# Арецола (Перуђа)
Арецола је насеље у Италији у округу Перуђа, региону Умбрија.
Према процени из 2011. у насељу је живело 44 становника. Насеље се налази на надморској висини од 525 м.